# Aeròdrom de Requena
L'Aeròdrom de Requena (codi OACI: LERE) és un aeròdrom privat del País Valencià, situat al terme municipal de Requena, a la comarca de la Plana d'Utiel-Requena.
Està destinat a l'aviació general i ultralleugera tant per a ús formatiu, com particular, com turístic. És propietat i està gestionat per l'empresa valenciana Airpull Aviation.
Es troba a 8 km de distància de Requena i a 62 km de la ciutat de València.

## Característiques
Està situat a 713 m d'altitud. La longitud de la pista d'asfalt és d'uns 995 m, amb una amplària de 18 m i orientació 12/30. La pista transcorre paral·lela a l'autovia A-3, de la qual la separa una distància d'uns 200 metres, entre els quilòmetres 294 i 296.
És un aeròdrom no controlat encara que existeix una freqüència de ràdio que proporciona informació no oficial des de l'aeròdrom a més de servir com a mitjà de comunicació entre tràfics per mantenir la separació obligatòria.
Disposa d'una plataforma amb capacitat per uns 30 avions, en la qual es proporcionen a més serveis de repostaje, i quatre hangars.
S'accedeix a ell a través de l'A-3 i prenent l'eixida 297 en El Rebollar. Des d'allí, la via de servei sud de l'autovia arriba fins a l'aeròdrom.
L'Aeròdrom de Requena és la seu de diferents entitats relacionades amb el món de l'aviació com són el Club Aeri València i la Fundació Aèria de la Comunitat Valenciana. Ha albergat a més les edicions del Campionat d'Espanya de Vol Acrobàtic des de l'any 2016.
L'aeròdrom compta amb una escola de pilots (Airpull Aviation Academy), un centre de manteniment d'aeronaus (Dédalo Aviación), un club aeri (Club Aéreo Universal) i la seu de les aeronaus de la Fundació Aèria de la Comunitat Valenciana.